# Taylor County, Iowa
Taylor County är ett administrativt område i delstaten Iowa, USA. År 2010 hade countyt 6 317 invånare. Den administrativa huvudorten (county seat) är Bedford.

## Geografi
Enligt United States Census Bureau har countyt en total area på 1 386 km². 1 383 km² av den arean är land och 3 km² är vatten.

### Angränsande countyn
- Adams County - norr
- Ringgold County - öst
- Worth County, Missouri - sydost
- Nodaway County, Missouri - sydväst
- Sida County - väst